# Wat Charoenbhavana
 (avril 2018).
Si vous disposez d'ouvrages ou d'articles de référence ou si vous connaissez des sites web de qualité traitant du thème abordé ici, merci de compléter l'article en donnant les références utiles à sa vérifiabilité et en les liant à la section « Notes et références ».
Wat Charoenbhavana, Manchester - également connu en anglais comme le Centre de Méditation bouddhiste du Nord-Ouest, établi le 8 février 2004, est le premier temple bouddhiste thaïlandais dans le nord-ouest de l'Angleterre. Il est situé dans une ancienne usine de rail pour rideau de Salford. 
Le temple a été nommé Wat Charoenbhavana (Manchester) par la communauté thaïlandaise (littéralement « le temple pour la pratique de la méditation ») et a été consacré, avec la bénédiction du très vénérable Phrarajbhavanavimol, à la tête de la mission bouddhiste thaïlandaise en Angleterre. 
Le temple a été accepté comme lieu officiel de culte religieux (no.81212) le 4 juin 2004 avec l’aide du Forum de culture Thaï d’Angleterre.
À l’origine, le temple n'avait pas d’image de Bouddha. L’image de Bouddha de huit pieds qui a la place d'honneur dans la pièce principale du sanctuaire a été sauvée d'un bord de route à Cardiff.
Le temple gère une variété de services pastoraux pour la communauté bouddhiste à Manchester et marque la plupart des événements du calendrier bouddhiste thaïlandais. Une variété de cours du soir sur le bouddhisme et de méditation sont présentés durant les jours de semaine et des cours de langue thaïe la fin de semaine.